# Самервілл (Індіана)
Самервілл (англ. Somerville) — місто (англ. town) в США, в окрузі Ґібсон штату Індіана. Населення — 253 особи (2020).

## Географія
Самервілл розташований за координатами 38°16′42″ пн. ш. 87°22′35″ зх. д. / 38.27833° пн. ш. 87.37639° зх. д. (38.278325, -87.376511).  За даними Бюро перепису населення США в 2010 році місто мало площу 0,82 км², з яких 0,82 км² — суходіл та 0,00 км² — водойми. В 2017 році площа становила 0,76 км², з яких 0,76 км² — суходіл та 0,00 км² — водойми.

## Демографія
Згідно з переписом 2010 року, у місті мешкали 293 особи в 110 домогосподарствах у складі 78 родин. Густота населення становила 357 осіб/км².  Було 121 помешкання (148/км²).
Расовий склад населення:
| - 98,6 % — білих - 0,3 % — корінних американців - 0,3 % — чорних або афроамериканців |

До двох чи більше рас належало 0,3 %. Частка іспаномовних становила 2,4 % від усіх жителів.
За віковим діапазоном населення розподілялося таким чином: 28,3 % — особи молодші 18 років, 55,3 % — особи у віці 18—64 років, 16,4 % — особи у віці 65 років та старші. Медіана віку мешканця становила 36,9 року. На 100 осіб жіночої статі у місті припадало 103,5 чоловіків;  на 100 жінок у віці від 18 років та старших — 100,0 чоловіків також старших 18 років.
Середній дохід на одне домашнє господарство  становив 45 194 долари США (медіана — 32 500), а середній дохід на одну сім'ю — 57 418 доларів (медіана — 51 429). За межею бідності перебувало 5,7 % осіб, у тому числі 0,0 % дітей у віці до 18 років та 15,0 % осіб у віці 65 років та старших.
Цивільне працевлаштоване населення становило 74 особи. Основні галузі зайнятості: виробництво — 35,1 %, роздрібна торгівля — 13,5 %, освіта, охорона здоров'я та соціальна допомога — 12,2 %.